# سن لوئیز
سن لوئیز (به اسپانیایی: San Luis) یک دهستان در اسپانیا است که در مینورکا واقع شده‌است. سن لوئیز ۳۴٫۷۵ کیلومتر مربع مساحت و ۷٬۴۴۹ نفر جمعیت دارد و ۶۰ متر بالاتر از سطح دریا واقع شده‌است.